# Adela Răileanu
Adela Răileanu (n. 16 septembrie 1975) este o jurnalistă din Republica Moldova, deputat în legislaturile 2019-2021 și 2021-2025 ale Parlamentului Republicii Moldova, reprezentantă a Partidului Socialiștilor din Republica Moldova (PSRM).

## Biografie
Răileanu și-a început cariera jurnalistică în 1996 la Catalan TV, ca redactoră. În 1998 a devenit directoare adjunctă a aceluiași post de televiziune și a rămas în această funcție până în 2001. Pe parcursul anilor 2000, a lucrat la Moldova 1 ca redactoră și prezentatoare, ulterior directoare. În perioada 2010-2015, a condus postul NIT TV, iar din 2016 și până a deveni deputat, a condus NTV Moldova, care aparține colegului său de partid, Corneliu Furculiță.

### Activitate politică
A candidat cu numărul 11 pe lista PSRM la alegerile parlamentare din 2019 și a acces în parlament. La alegerile parlamentare din 2021 a candidat cu numărul 19 pe lista Blocului Comuniștilor și Socialiștilor (BCS), din partea PSRM, și și-a păstrat funcția de deputat.